# 高鐵雲林站
高鐵雲林站位於雲林縣虎尾鎮，又稱為高鐵虎尾站，為台灣高速鐵路的鐵路車站。往斗六車站須接駁台西客運、統聯客運、嘉義客運。

## 車站概要
雲林站全站配置50名職員，特定區面積達422公頃，原址為日治時期日本帝國海軍航空隊虎尾飛行場，附近仍有若干遺跡。雲林站特定區與鄰近中部科學工業園區虎尾園區將成為雲林縣新興發展核心，屆時可導入高科技產業、農業生物科技、傳統產業和觀光休閒等相關產業。目前站區有約千戶，絕大多數土地已被建商買下建屋。站區道路大多十分寬廣。
高鐵雲林站的設計造型運用「雲林」在地基調，並引入「虎斑」、「虎尾」意象，以37組姿態各異的巨型波浪柱列，架構流線型的車站建築。雲林站的建材運用輕質金屬、玻璃及具有發電功能的太陽能板，導入自然採光及通風，減少資源消耗，達到節能環保，雲林站打造為綠建築。而站區廣場及綠地則種植大量喬木樹陣為「林」，而且還精心穿插佈置「雲」型線條的步道，充份展現「雲中之林」的在地風華。
雲林站整體配置延續基地東側林蔭大道軸線配置站前廣場，並連接至車站建築主體。基地內配置的兩條主要站區內道路，延伸自林蔭大道，作為連接轉乘設施之路線，供客運巴士、計程車及臨停設施使用。站體北側配置客運巴士轉乘設施及計程車招呼站，南側則為旅客臨停區，旅客下車後可經由戶外通廊連接至車站內。小客車停車場、行動不便者停車場與裝卸車位，配置於基地南側。站區內之機電設施及機車停車位配置於高鐵軌道橋下空間，以減少天候狀況之影響，機車騎士可利用橋下動線進站搭車。

## 車站構造

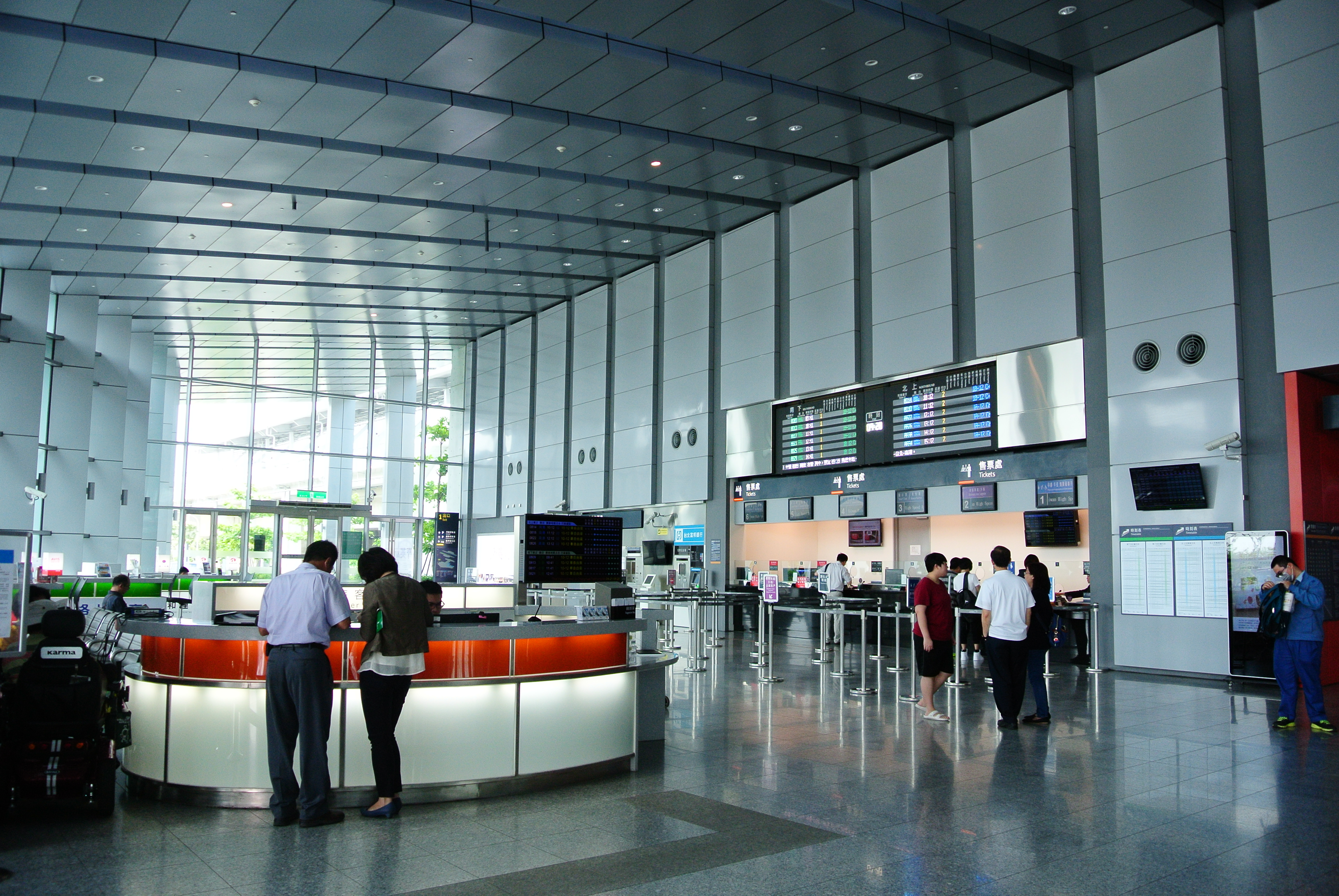
車站大廳

高鐵雲林站站體採用落地窗無障礙空間設計的牆面設計，是一座三層樓高的高架車站，第一層為車站大廳、站務、商業及機電等空間，第二層為車站行政辦公空間，第三層為車站月台層，側式月台兩座。高鐵雲林站建築高度為21公尺，總樓地板面積約20,177平方公尺，造價新臺幣15.88億。因應2017台灣燈會，高鐵雲林站規劃第二出口。 

### 車站樓層
| 地上 三樓 |                                 |
| 側式月台  |                                 |
| 2號月台   | 台灣高鐵 往 南港 方向（彰化站） |
| 通過線    | 北上列車通過線                  |
| 通過線    | 南下列車通過線                  |
| 1號月台   | 台灣高鐵 往 左營 方向（嘉義站） |
| 側式月台  |                                 |

| 地上 二樓 | 機電層 | 行政區 |

| 地面 | 大廳層、穿堂層 | 出入口、售票處、自動售票機、洗手間、服務台、驗票閘門 旅遊服務中心、商店、機電空間 停車場、客運轉運站、計程車排班區、接送區 |

## 歷史

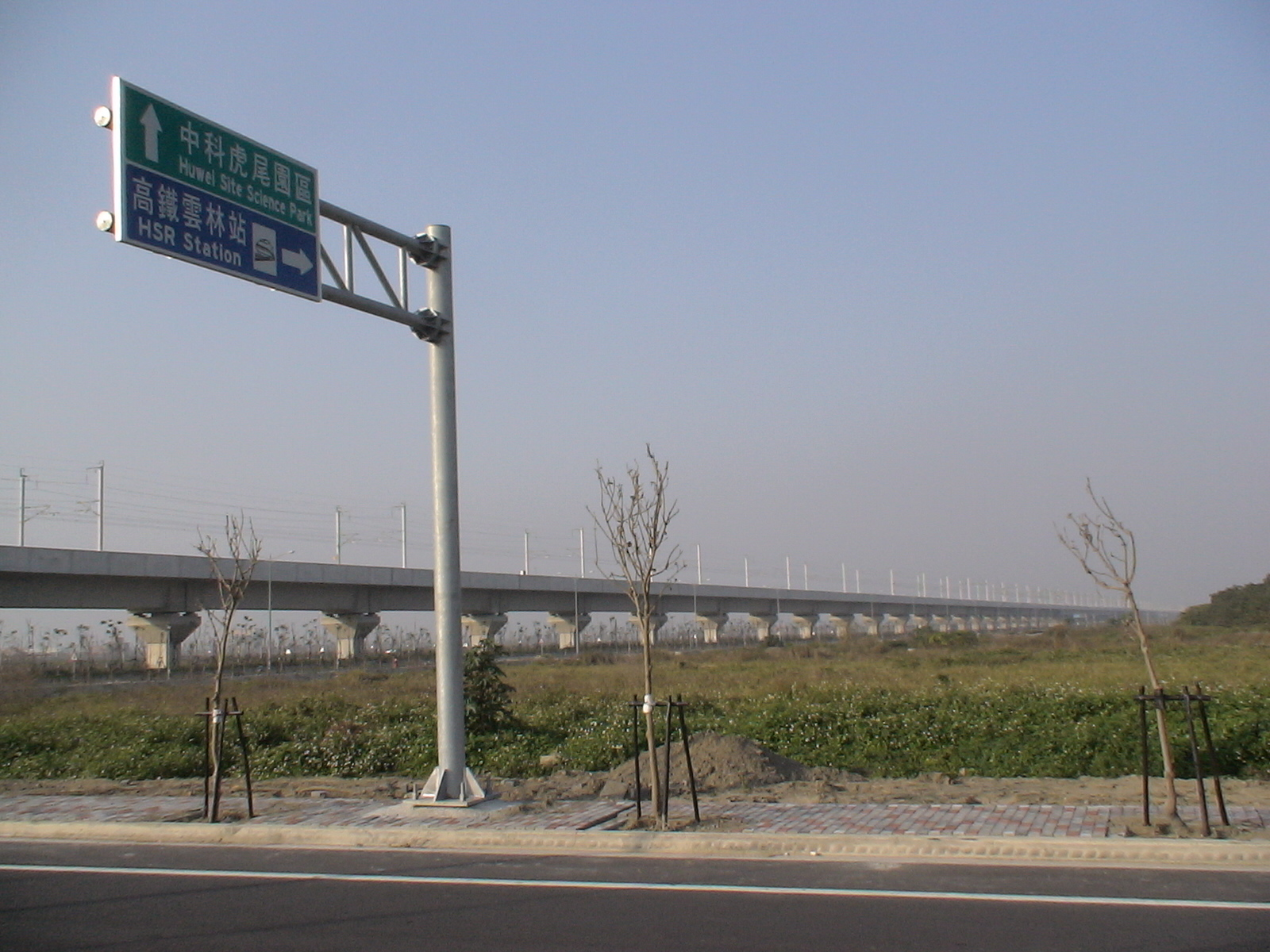
車站預定地，攝於2007年1月

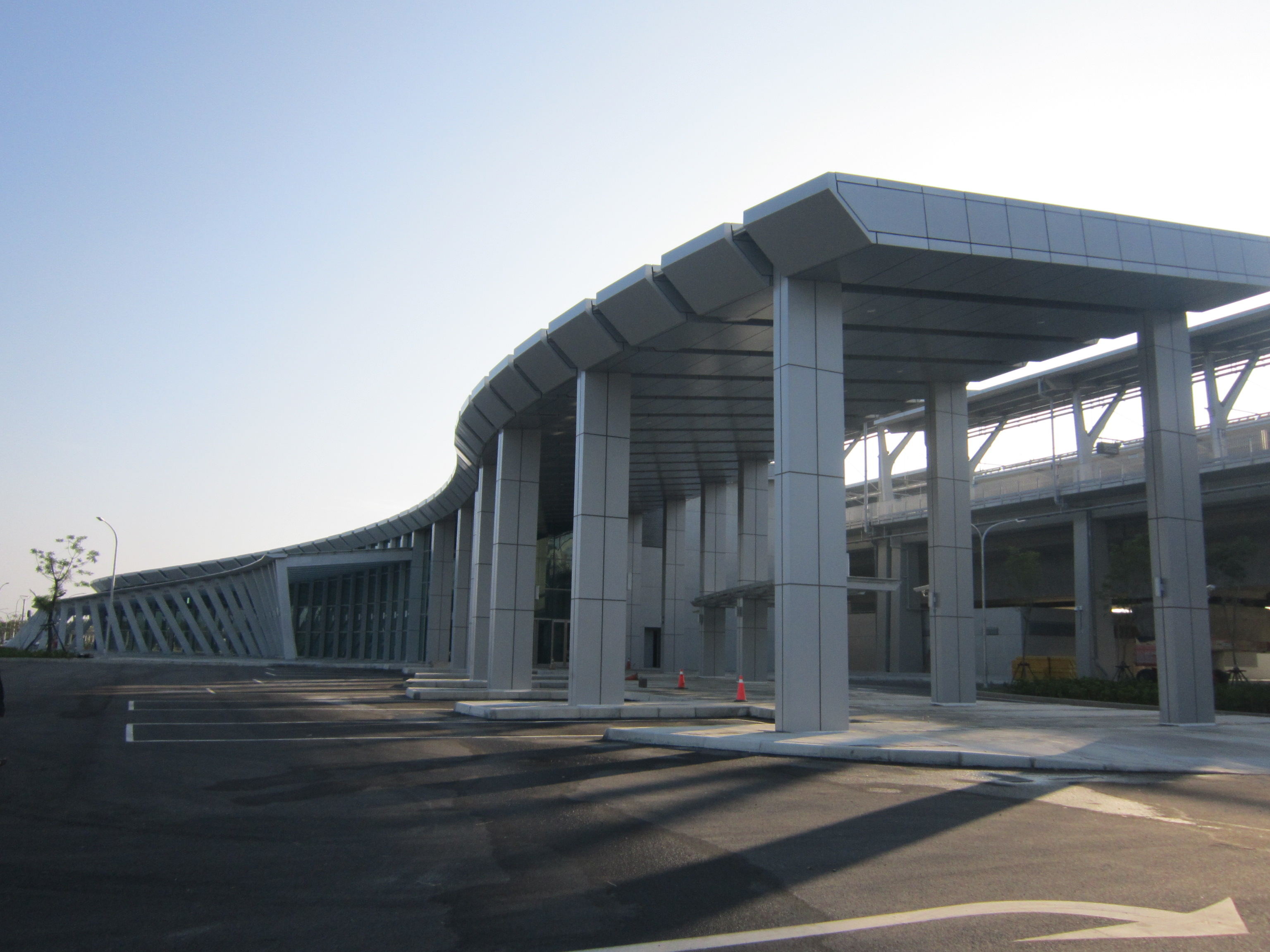
客運轉運站，攝於2015年9月

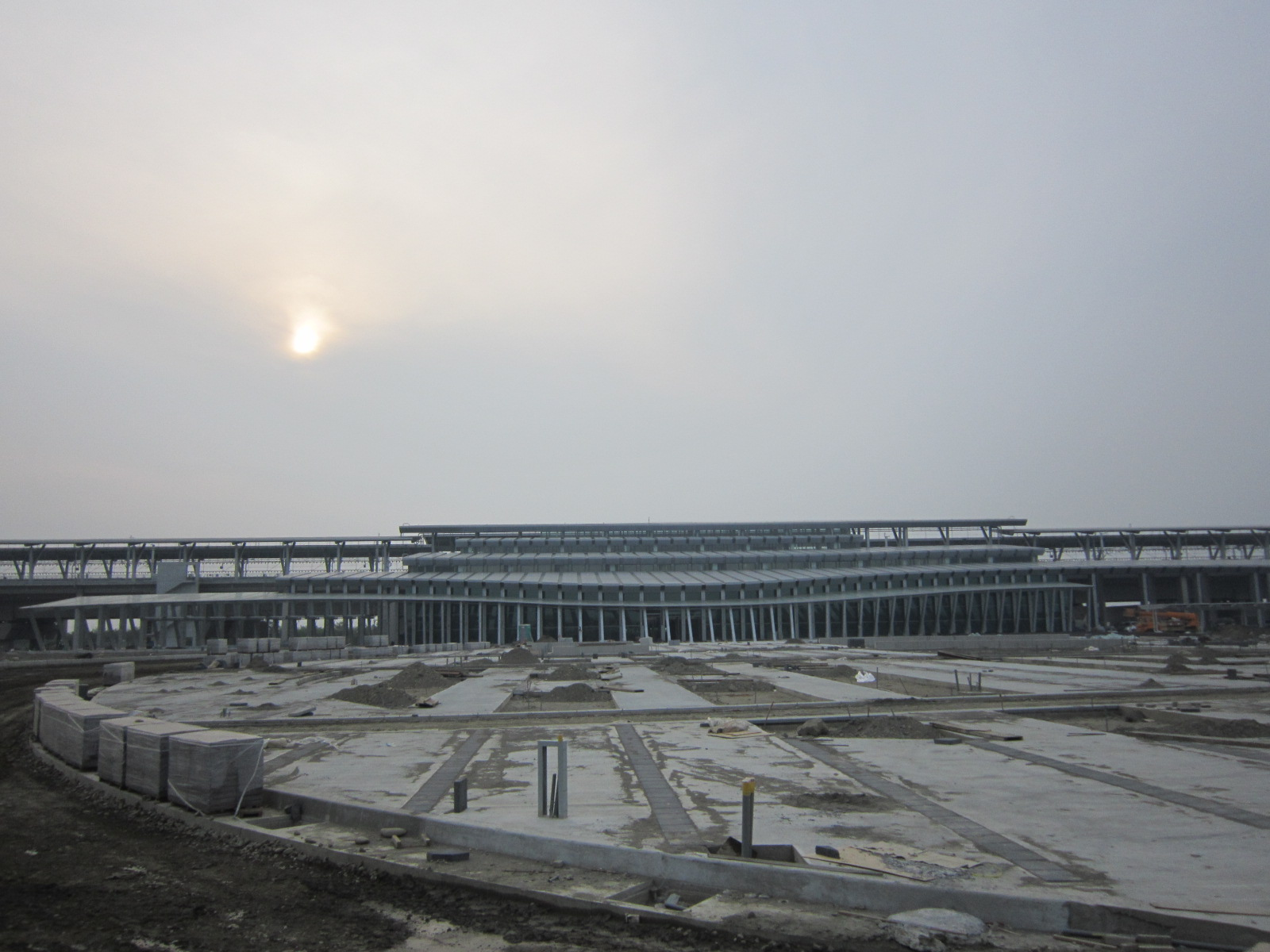
正在興建中的高鐵雲林站，攝於2015年4月14日

- 2010年1月29日：由姚仁喜的大元建築及設計事務所負責車站站體的設計工作。
- 2012年11月22日：由長鴻營造承攬建造。
- 2013年1月15日：動工。
- 2015年6月：完工。
- 2015年11月4日：站體啟用。
- 2015年12月1日：通車營運[9][10][11]。

## 利用状況
2015年12月開站後，原先預估運量為新增三站（苗栗、彰化、雲林）中最低，通車初期旅次量卻是新增三站中最高，假日最高運量可達2萬3000人次。
2017年臺灣燈會期間單日進出站人數達高峰3萬3000人次。
根據2024年資料，本站每日旅運量約為9,325人次，在台灣高鐵各站中排行第10名。
| 年   | 歷年旅客人次紀錄 | 歷年旅客人次紀錄 | 歷年旅客人次紀錄 | 歷年旅客人次紀錄 | 歷年旅客人次紀錄 | 歷年旅客人次紀錄 |
| 年   | 全年             | 全年             | 全年             | 全年             | 1日平均          | 1日平均          |
| 年   | 進站             | 出站             | 計               | 來源             | 進站             | 進出站           |
| ---- | ---------------- | ---------------- | ---------------- | ---------------- | ---------------- | ---------------- |
| 2015 | 139,300          | 141,362          | 280,662          | [ 14 ]           | 4,493            | 9,053            |
| 2016 | 1,014,732        | 1,020,548        | 2,035,280        | [ 14 ]           | 2,788            | 5,591            |
| 2017 | 1,256,931        | 1,252,261        | 2,509,192        | [ 14 ]           | 3,444            | 6,874            |
| 2018 | 1,285,223        | 1,286,448        | 2,571,671        | [ 14 ]           | 3,521            | 7,046            |
| 2019 | 1,387,115        | 1,391,044        | 2,778,159        | [ 14 ]           | 3,800            | 7,611            |
| 2020 | 1,209,954        | 1,212,971        | 2,422,925        | [ 14 ]           | 3,306            | 6,620            |
| 2021 | 962,525          | 963,834          | 1,926,359        | [ 14 ]           | 2,637            | 5,278            |
| 2022 | 1,159,129        | 1,160,579        | 2,319,708        | [ 14 ]           | 3,176            | 6,355            |
| 2023 | 1,559,944        | 1,571,516        | 3,131,460        | [ 14 ]           | 4,274            | 8,579            |
| 2024 | 1,702,393        | 1,710,408        | 3,412,801        | [ 14 ]           | 4,651            | 9,325            |

## 外部連結
- 高鐵雲林站（台灣高鐵公司） （页面存档备份，存于）